# Breakbot
Thibaut Berland (5 de Outubro de 1981), conhecido pelo seu nome artístico Breakbot, é um produtor e DJ francês.

## Vida
Breakbot é mais conhecido por seus remixes de artistas como Röyksopp, Digitalism e Chromeo. Seu maior hit é a música "Baby I'm Yours", com Irfane, lançada em seu primeiro álbum de estúdio. Tornou-se um hit de verão no MTV Pulse na França, além de acumular mais de 20 milhões de visualizações no Youtube, sendo o videoclipe mais popular de sua gravadora, a Ed Banger Records.O vídeo ainda foi nomeado para "Melhor orçamento de vídeo pop/dance/urbano" e "Melhor animação em um vídeo" durante o UK Music Video Awards no ano de 2010.
No final de 2018, seu single “Baby I’m Yours” tornou-se um meme de internet, geralmente misturado com áudio de Paul Bremer dizendo "Ladies and gentlemen, we got him."

## Cultura Popular
Seu remix de 2008 da música da dupla Pnau, "Baby", figurou no jogo Gran Turismo 5. Também uma de suas músicas, "Penelope Pitstop" aparece na mesma versão.

## Discografia

### Álbuns de Estudio
| Ano  | Álbuns       | Paradas | Certificações |
| Ano  | Álbuns       | FR      | Certificações |
| ---- | ------------ | ------- | ------------- |
| 2012 | By Your Side | 19      |               |
| 2015 | Still Waters | 41      | -             |

### EPs
| Ano  | EP                  | Paradas | Certificações |
| Ano  | EP                  | FR      | Certificações |
| ---- | ------------------- | ------- | ------------- |
| 2012 | One Out Of Two (EP) | 185     |               |

Outros EPs
- 2007: Happy Rabbit EP
- 2010: Baby I'm Yours
- 2010: Baby I'm Yours Remix EP
- 2011: Fantasy
- 2013: You Should Know EP
- 2018: Another You EP

### Singles
| Ano  | Single                          | Paradas | Álbum        |
| Ano  | Single                          | FR      | Álbum        |
| ---- | ------------------------------- | ------- | ------------ |
| 2011 | "Fantasy" (feat. Ruckazoid)     | 38      | By Your Side |
| 2011 | "Baby I'm Yours" (feat. Irfane) | 28      | By Your Side |
| 2012 | "One Out of Two" (feat. Irfane) | 45      | By Your Side |
| 2012 | "Break of Dawn"                 | 117     | By Your Side |
| 2013 | "Baby I'm Yours (remix)"        | 104     | By Your Side |

### Remixes
| Ano  | Artista              | Título                                              |
| ---- | -------------------- | --------------------------------------------------- |
| 2006 | Justice              | "Let There Be Light (Breakbot Remix)"               |
| 2007 | DatA                 | "Aerius Light (Breakbot's Rework)"                  |
| 2007 | Arrow                | "D.O.E.S (Breakbot's French Pute Mix)"              |
| 2008 | Pacific!             | "Runway to Elsewhere (Breakbot Remix)"              |
| 2008 | Pacific!             | "Hold Me (Breakbot Remix)"                          |
| 2008 | Metronomy            | "A Thing For Me (Breakbot Remix)"                   |
| 2008 | Late of the Pier     | "Bathroom Gurgle (Breakbot Remix)"                  |
| 2008 | Fatlip               | "What's Up Fatlip? (Breakbot RMX)"                  |
| 2008 | Alb                  | "Sweet Sensation (Breakbot Remix)"                  |
| 2008 | Digitalism           | "Apollo-Gize (Breakbot 'Hypnotoad' Extended Remix)" |
| 2008 | ZZZ                  | "Lion (Breakbot Remix)"                             |
| 2008 | Evil Nine            | "They Live! (Breakbot Remix)"                       |
| 2008 | Van She              | "Kelly (Breakbot Remix)"                            |
| 2008 | Sneaky Sound System  | "When We Were Young (Breakbot Remix)"               |
| 2008 | Pnau                 | "Baby (Breakbot Remix)"                             |
| 2009 | Yuksek               | "Extraball (Breakbot Remix)"                        |
| 2009 | Röyksopp             | "Happy Up Here (Breakbot Remix)"                    |
| 2009 | Sébastien Tellier    | "Roche (Breakbot Remix)"                            |
| 2009 | Séverin              | "The Edge of a Sunday (Breakbot Remix)"             |
| 2009 | The Rakes            | "That's the Reason (Breakbot Remix)"                |
| 2010 | Jan Turkenburg       | "In My Spaceship (Breakbot Remix)"                  |
| 2010 | Air                  | "So Light Is Her Footfall (Breakbot Remix)"         |
| 2010 | Kavinsky             | "Nightcall (Breakbot Remix)"                        |
| 2010 | Jamaica              | "I Think I Like U 2 (Breakbot Remix)"               |
| 2010 | Aeroplane            | "Without Lies (Breakbot Remix)"                     |
| 2010 | Matthew Dear         | "You Put a Smell On Me (Breakbot Remix)"            |
| 2011 | Chromeo              | "When The Night Falls (Breakbot Remix)"             |
| 2011 | Charlotte Gainsbourg | "Heaven Can Wait (Breakbot Remix)"                  |
| 2012 | Para One             | "When The Night (feat. Jaw) (Breakbot Remix)"       |
| 2013 | Birdy Nam Nam        | "Defiant Order (Breakbot Remix)"                    |
| 2013 | Phoenix              | "Trying To Be Cool (Breakbot Remix)"                |

### Mixes
- Breakbot Beatport Live
- Breakbot MixTape: October 2012
- Disco Mini Mix: Dance on Glass
- BBC In New DJ we Trust Heroes Mix
- Valentine Mixtape
- Annie Mac Minimix
- TILT! Megamix
- The Lazy Sunday Selecta Mixtape
- Ed Banger, part 3 avec Breakbot | Novaplanet Mix
- Bedtime Stories

## Filmografia
- 2005: Overtime (short) -- dirigido pot Oury Atlan, Thibaut Berland e Damien Ferrie